# Casa Museo de Colón (Valladolid)
La Casa Museo de Colón es un centro museístico ubicado en la ciudad de Valladolid, comunidad autónoma de Castilla y León, España, en el que se encuentran documentos y recuerdos de la figura del descubridor de América, Cristóbal Colón. Además es la sede del Centro Cultural y Casa del Americanismo de Valladolid, un centro de investigación y estudio de la historia de la América colombina.

## El edificio

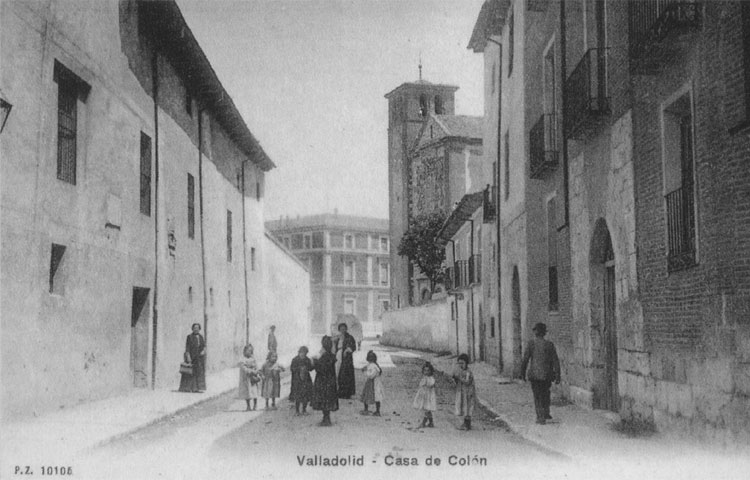
Casa de Colón, principios siglo XX. Al fondo la iglesia de Santa María Magdalena

Aunque la tradición popular sitúa en las inmediaciones del actual edificio la última morada de Cristóbal Colón, que falleció en Valladolid el 20 de mayo de 1506, se tiene constancia de que fue en el desaparecido Convento de San Francisco situado entre la calle de Santiago y la Plaza Mayor donde murió el descubridor, por lo que la existencia de la Casa de Colón en Valladolid no responde a criterios estrictamente históricos.

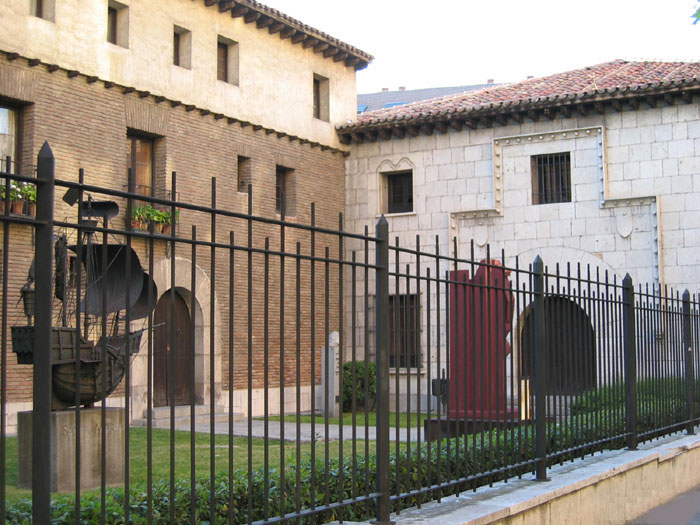
Fachada antes de la restauración

En las inmediaciones de la Iglesia de Santa María Magdalena se conocía la existencia de una casa, de humilde porte, propiedad de una familia apellidada Colón. En el siglo XIX se pretendió identificar esta vivienda como la casa en la que murió el ilustre navegante, hasta el punto de que se llegó a colocar en el año 1866 un medallón con el busto de Colón, tallado por Nicolás Fernández de la Oliva con la inscripción:

«aquí murió Colón»

Esta antigua casa desapareció con motivo de las reformas urbanísticas de la zona, pero la iniciativa de un grupo de intelectuales y universitarios impulsaron al Ayuntamiento de Valladolid a acometer la compra de un solar y edificar un museo que recordase la figura del almirante.
Esta nueva edificación se inspiró parcialmente en una casa palaciega propiedad de Diego Colón, hijo mayor de Cristóbal Colón, adquirida para su residencia familiar en 1509 en la isla de Santo Domingo, en estilo gótico isabelino con una ventana en la esquina. En la fachada, por su parte, se instaló la portada de la casa vallisoletana de Pedro de Arrieta, escribano de la Chancillería de Valladolid, y de su mujer Agustina de Garibay.
En un arco lateral del jardín se instaló la placa de 1866. Posteriormente se colocaron en el jardín una reproducción en hierro de la nao Santa María y un busto del descubridor vallisoletano Juan Ponce de León.
En el año 2006, coincidiendo con los actos conmemorativos del centenario de la muerte de Colón en Valladolid se procedió a una ampliación del edificio y del espacio expositivo con la construcción de un anexo que recrea una nave de época. Asimismo, se realizaron modificaciones estructurales en el jardín.

## Fondos del museo
El museo reconstruye con sus objetos el ambiente del Siglo de Oro español sin olvidar los motivos coloniales y prehispánicos, entre los que destaca una colección de cerámicas de distintas culturas indígenas, maquetas de navíos, libros e instrumentos de navegación. Entre las piezas artísticas más destacadas pueden citarse una gran sarga con la representación del Calvario, original de Luis de Villoldo, una copia del denominado lienzo de Tlaxcala, junto con varias pinturas de autores mexicanos. Se guarda también en el museo un boceto parcial del monumento que la República de Panamá encargó a Mariano Benlliure en 1929 para ensalzar la figura de Simón Bolívar.

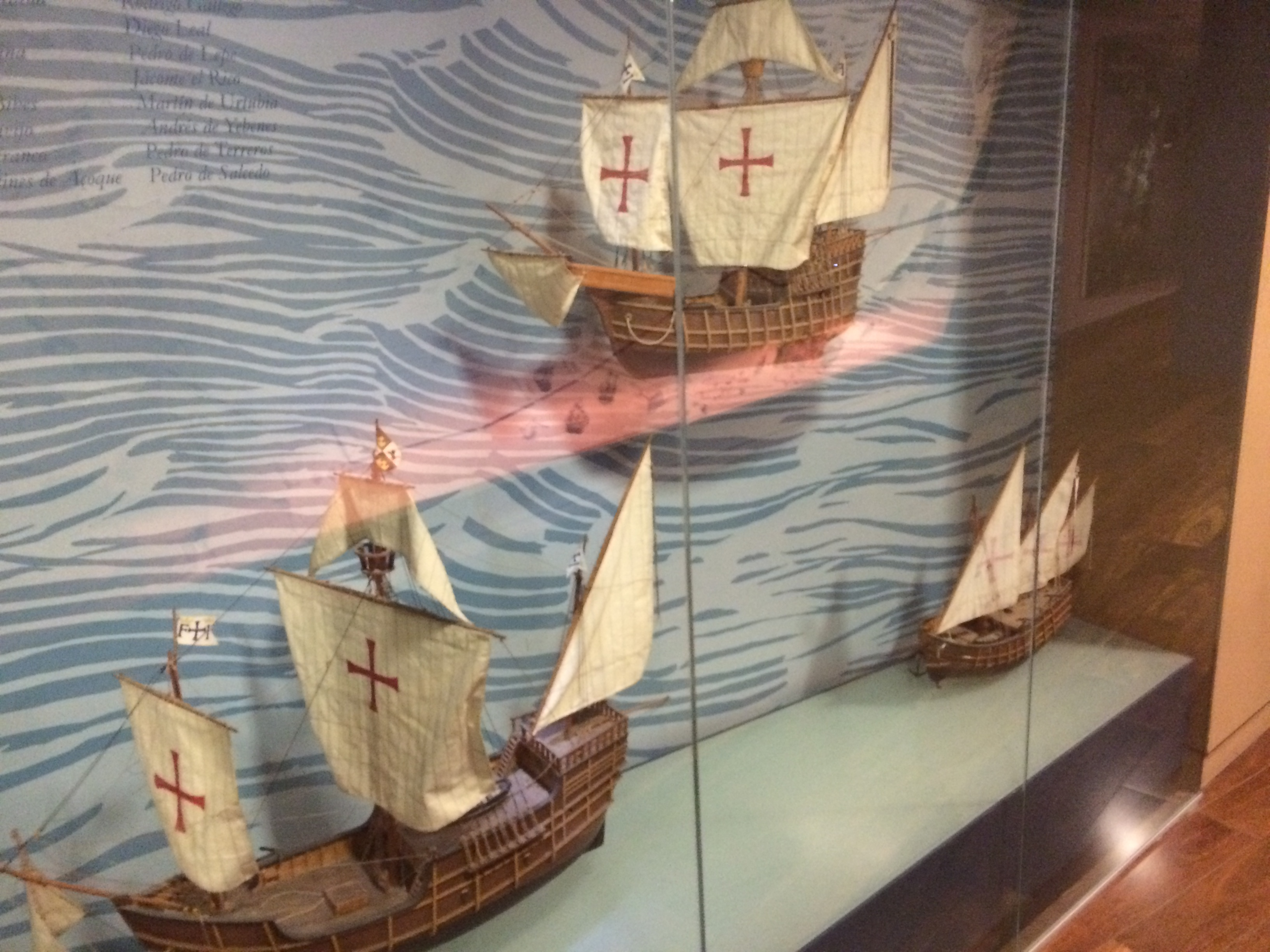
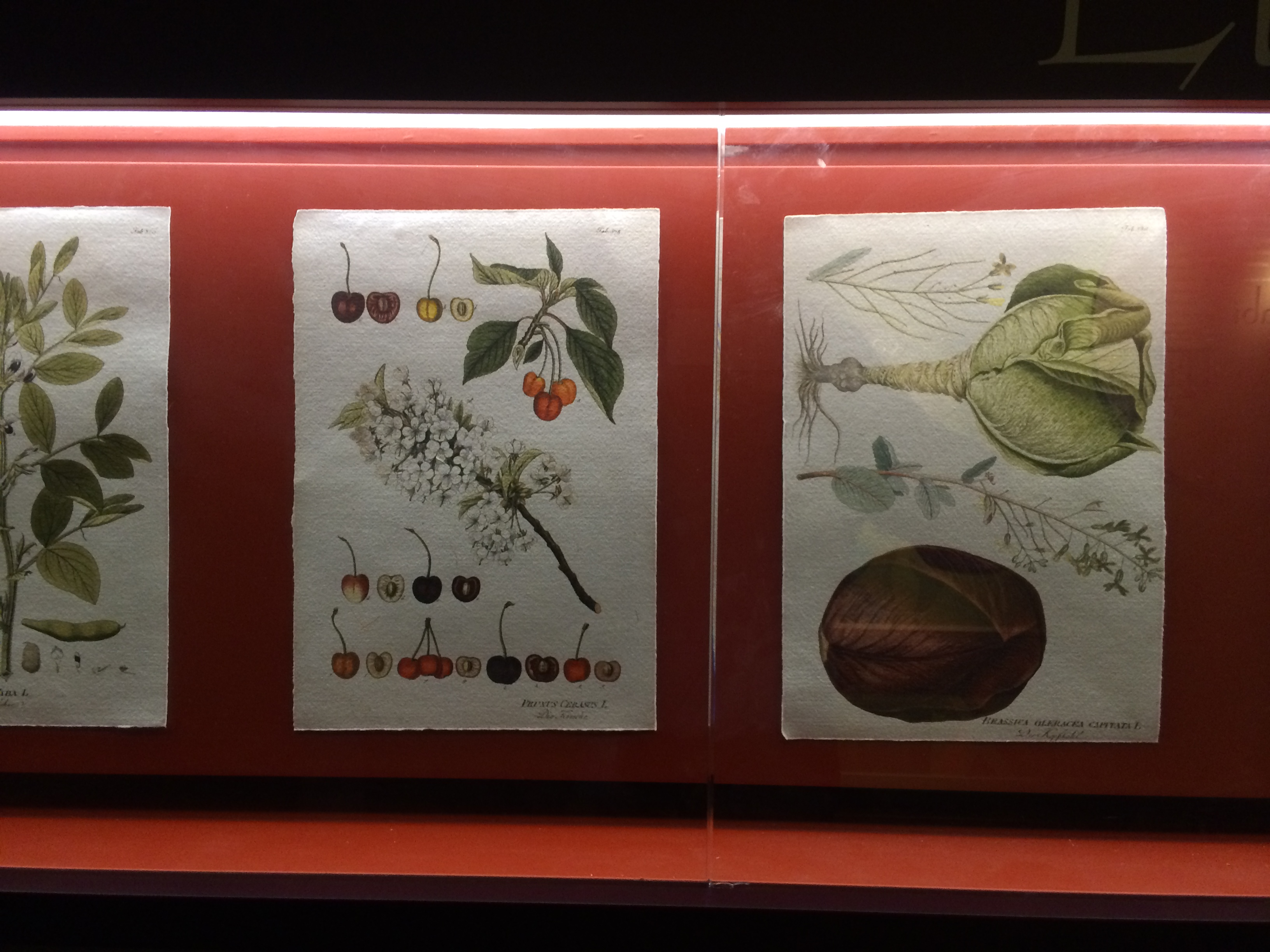
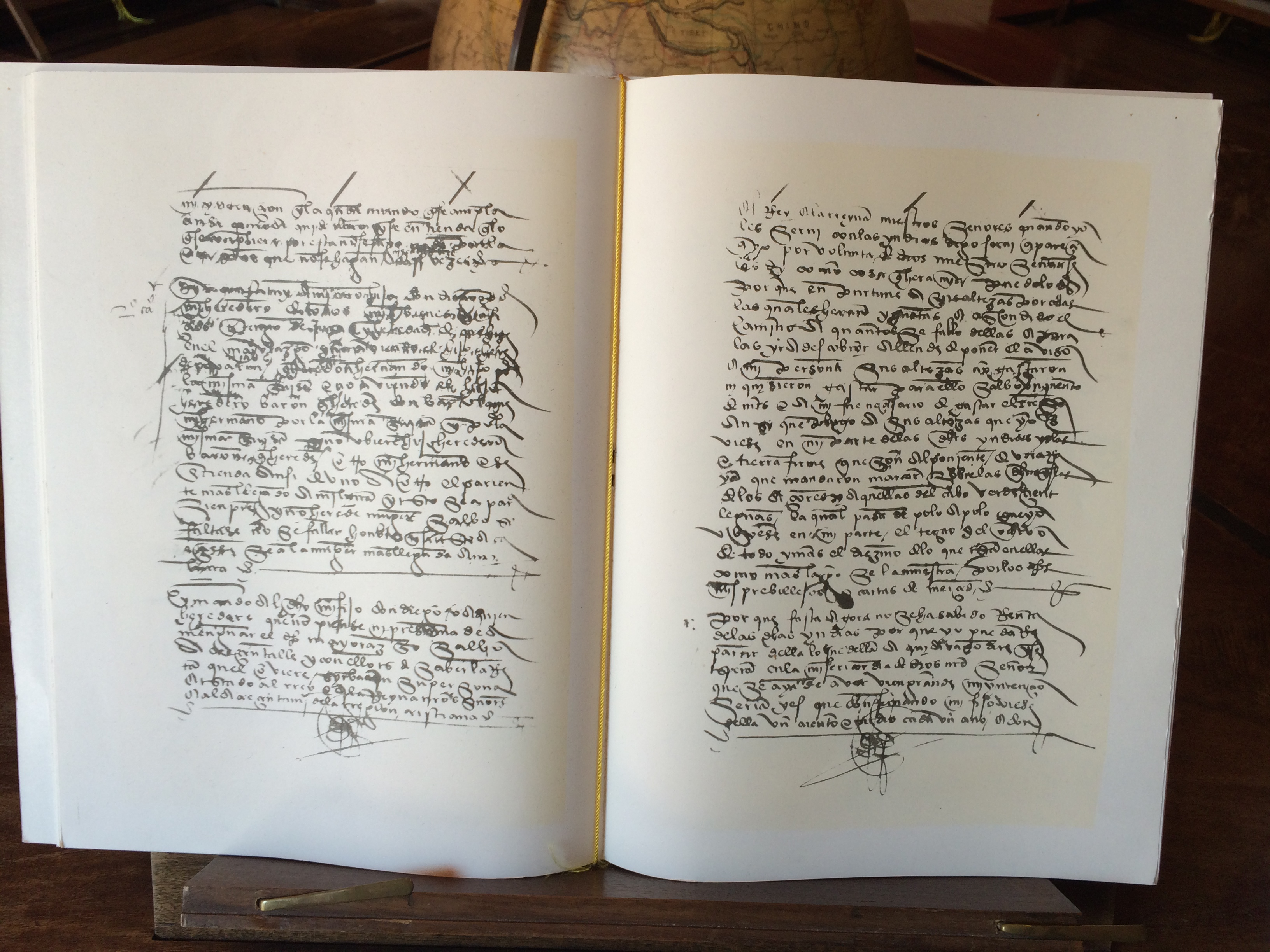
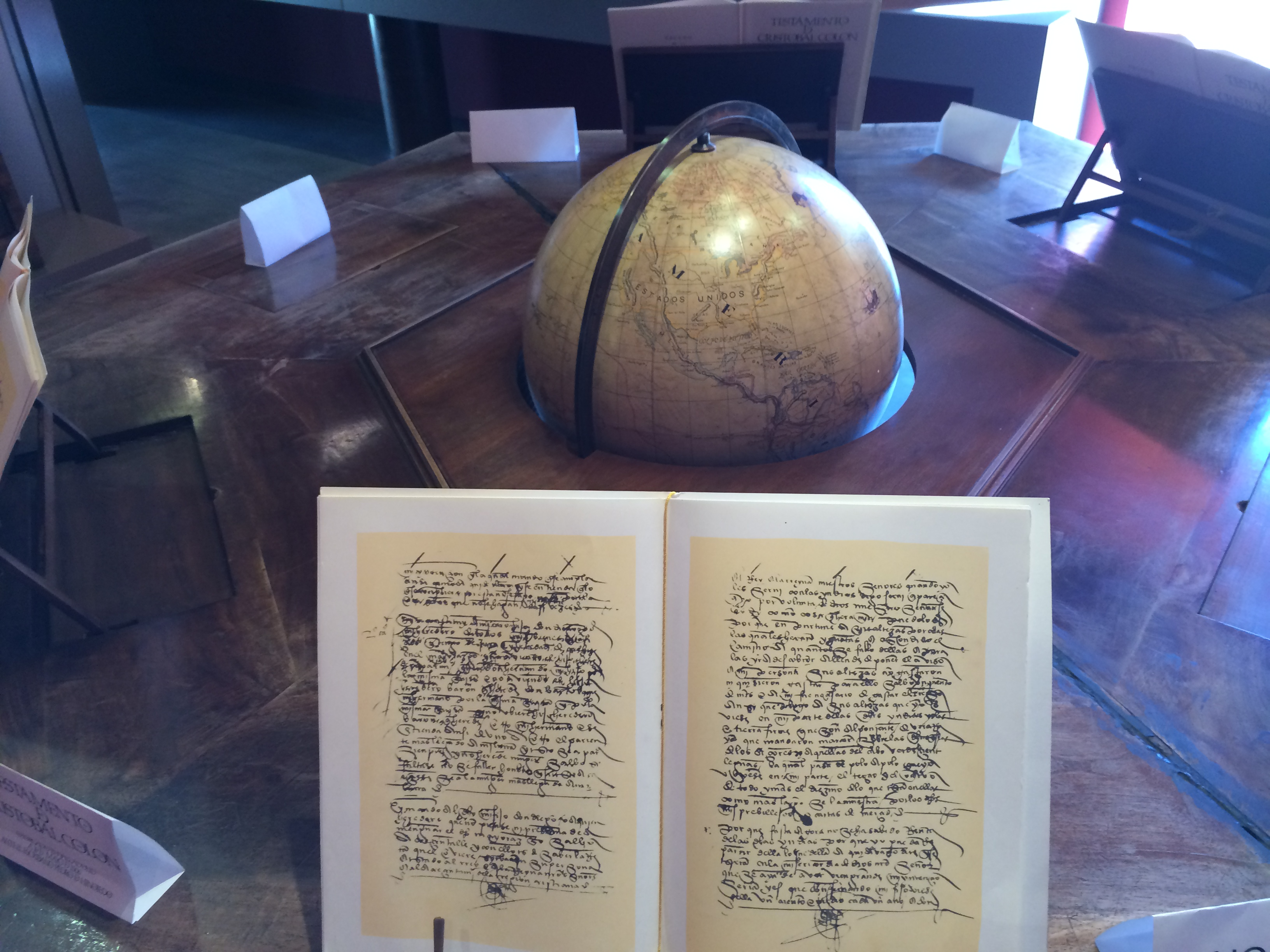
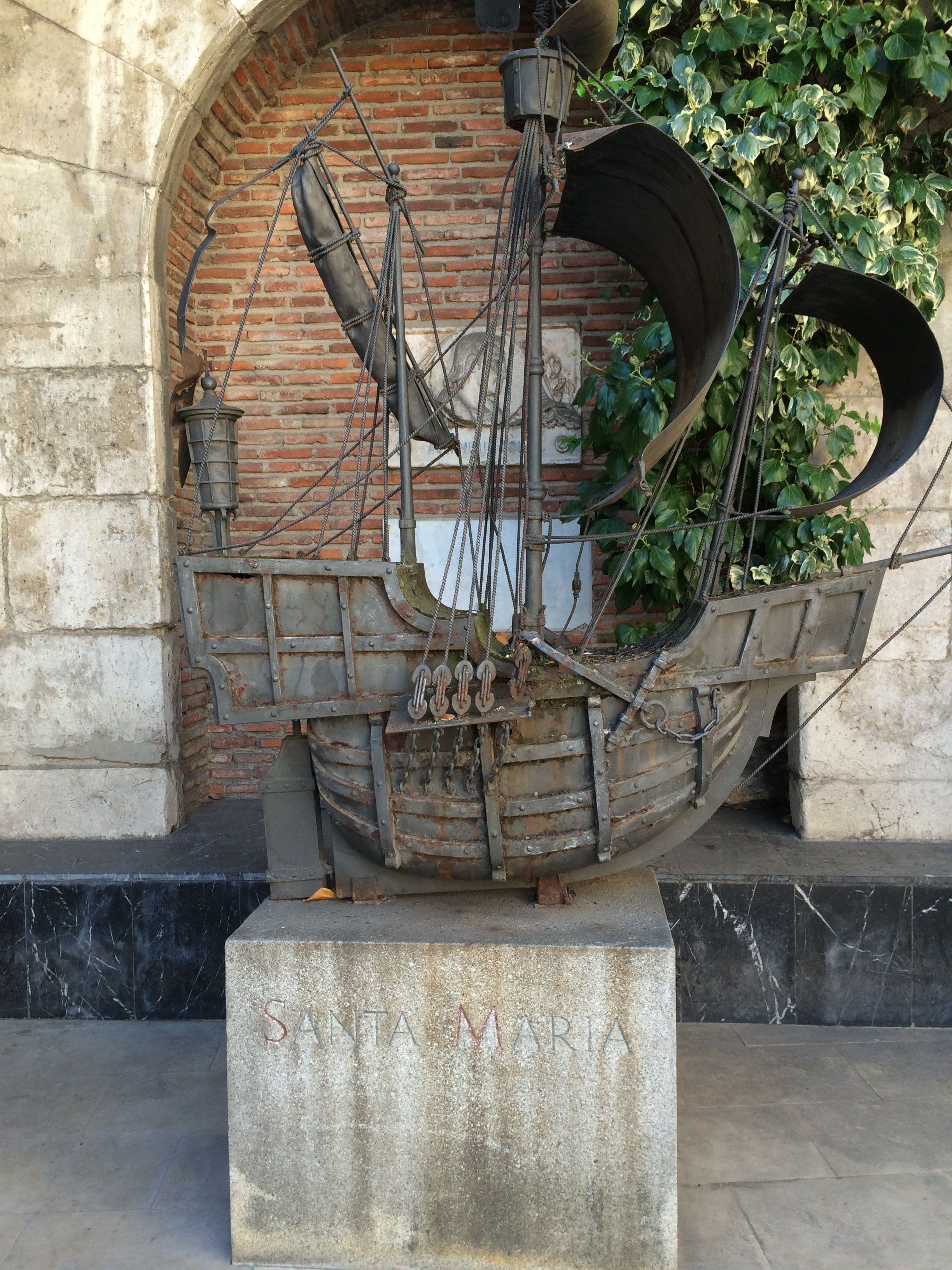
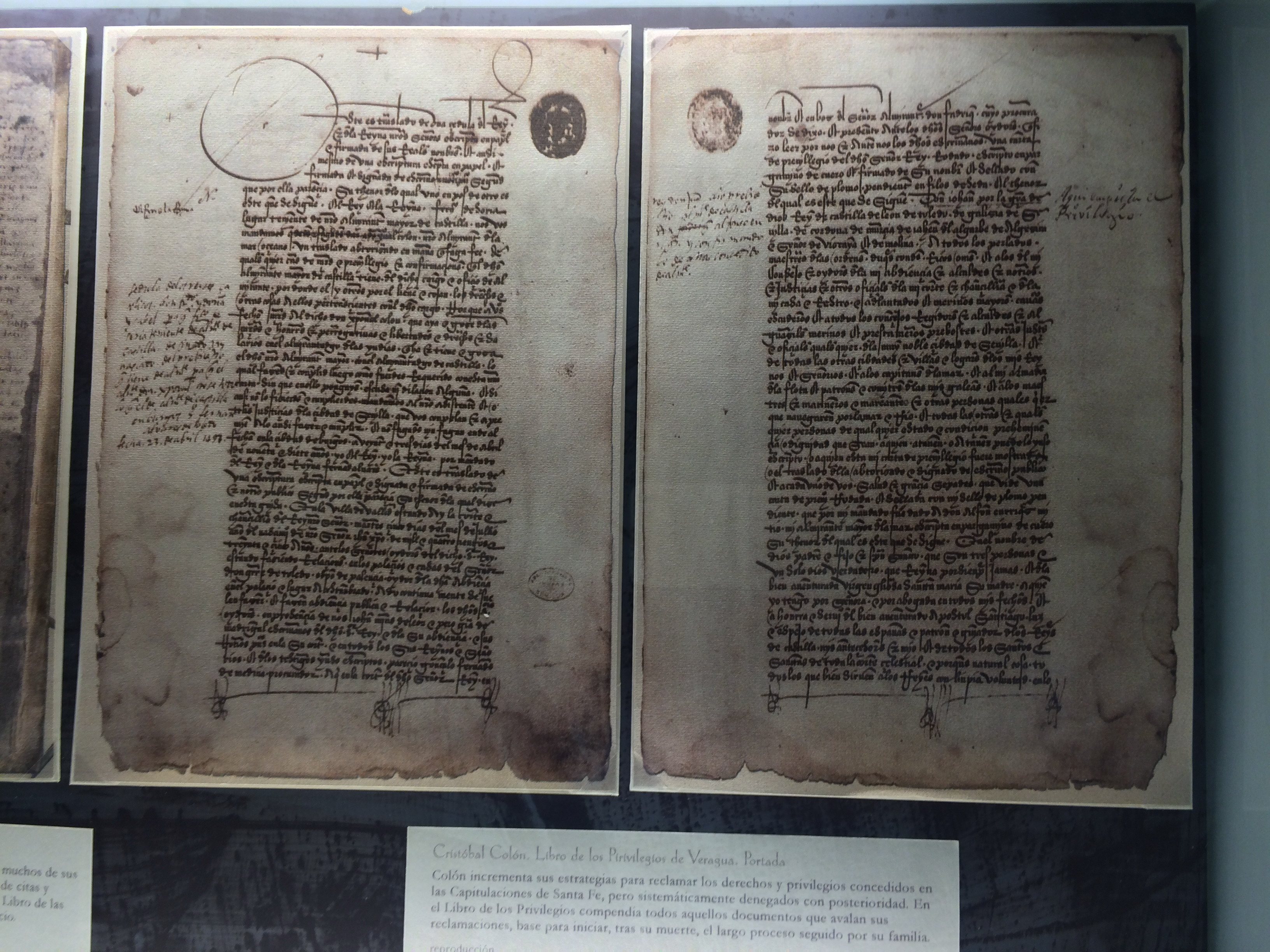